# Saad Al-Shehri
Saad Al-Shehri (Dammam, 9 gennaio 1980) è un allenatore di calcio ed ex calciatore saudita, di ruolo centrocampista, tecnico dell'Al-Ettifaq.

## Carriera
Nazionale
Ha all'attivo due presenze con la nazionale under-20 ottenute entrambe nel 1999.

## Statistiche

### Statistiche da allenatore
Statistiche aggiornate al 26 maggio 2025.
| Stagione          | Squadra           | Campionato        | Campionato | Campionato | Campionato | Campionato | Coppe nazionali | Coppe nazionali | Coppe nazionali | Coppe nazionali | Coppe nazionali | Coppe continentali | Coppe continentali | Coppe continentali | Coppe continentali | Coppe continentali | Altre coppe | Altre coppe | Altre coppe | Altre coppe | Altre coppe | Totale | Totale | Totale | Totale | % Vittorie | Piazzamento |
| Stagione          | Squadra           | Comp              | G          | V          | N          | P          | Comp            | G               | V               | N               | P               | Comp               | G                  | V                  | N                  | P                  | Comp        | G           | V           | N           | P           | G      | V      | N      | P      | %          | Piazzamento |
| ----------------- | ----------------- | ----------------- | ---------- | ---------- | ---------- | ---------- | --------------- | --------------- | --------------- | --------------- | --------------- | ------------------ | ------------------ | ------------------ | ------------------ | ------------------ | ----------- | ----------- | ----------- | ----------- | ----------- | ------ | ------ | ------ | ------ | ---------- | ----------- |
| dic. 2017-2018    | Al-Ettifaq        | SPL               | 14         | 7          | 4          | 3          | KC              | 2               | 1               | 0               | 1               | -                  | -                  | -                  | -                  | -                  | -           | -           | -           | -           | -           | 16     | 8      | 4      | 4      | 50,00      | Sub., 4º    |
| gen.-giu. 2025    | Al-Ettifaq        | SPL               | 17         | 9          | 4          | 4          | KC              | -               | -               | -               | -               | -                  | -                  | -                  | -                  | -                  | -           | -           | -           | -           | -           | 17     | 9      | 4      | 4      | 52,94      | Sub., 7º    |
| Totale Al-Ettifaq | Totale Al-Ettifaq | Totale Al-Ettifaq | 31         | 16         | 8          | 7          |                 | 2               | 1               | 0               | 1               |                    | -                  | -                  | -                  | -                  |             | -           | -           | -           | -           | 33     | 17     | 8      | 8      | 51,52      |             |
| Totale carriera   | Totale carriera   | Totale carriera   | 31         | 16         | 8          | 7          |                 | 2               | 1               | 0               | 1               |                    | -                  | -                  | -                  | -                  |             | -           | -           | -           | -           | 33     | 17     | 8      | 8      | 51,52      |             |

#### Nazionale
| Squadra                 | Naz                       | dal            | al               | Record | Record | Record | Record     | Record | Record | Record | Record |
| G                       | V                         | N              | P                | GF     | GS     | DR     | % Vittorie |        |        |        |        |
| ----------------------- | ------------------------- | -------------- | ---------------- | ------ | ------ | ------ | ---------- | ------ | ------ | ------ | ------ |
| Arabia Saudita U-20     | Arabia Saudita (bandiera) | 28 giugno 2015 | 15 giugno 2017   | 4      | 1      | 1      | 2          | 3      | 5      | −2     | 25,00  |
| Arabia Saudita U-23     | Arabia Saudita (bandiera) | 15 marzo 2018  | 31 dicembre 2023 | 51     | 28     | 12     | 11         | 92     | 54     | +38    | 54,90  |
| Arabia Saudita Olimpica | Arabia Saudita (bandiera) | 15 marzo 2018  | 31 dicembre 2023 | 3      | 0      | 0      | 3          | 4      | 8      | −4     | &0,00  |
| Arabia Saudita          | Arabia Saudita (bandiera) | 6 gennaio 2023 | 23 agosto 2023   | 3      | 1      | 0      | 2          | 3      | 4      | −1     | 33,33  |
| Arabia Saudita U-21     | Arabia Saudita (bandiera) | 1º maggio 2024 | 6 luglio 2024    | 4      | 2      | 0      | 2          | 7      | 9      | −2     | 50,00  |
| Totale                  | Totale                    | Totale         | Totale           | 65     | 32     | 13     | 20         | 109    | 80     | +29    | 49,23  |

#### Nazionale saudita nel dettaglio
| 2023                  | Arabia Saudita        | Coppa delle nazioni del Golfo 2023 | 3º nel gruppo A       | 3 | 1 | 0 | 2 | 33,33 | 3 | 4 | -1 |
| Totale Arabia Saudita | Totale Arabia Saudita | Totale Arabia Saudita              | Totale Arabia Saudita | 3 | 1 | 0 | 2 | 33,33 | 3 | 4 | -1 |

#### Panchine da commissario tecnico della nazionale saudita
| Cronologia completa delle presenze e delle reti in nazionale ― Arabia Saudita | Cronologia completa delle presenze e delle reti in nazionale ― Arabia Saudita | Cronologia completa delle presenze e delle reti in nazionale ― Arabia Saudita | Cronologia completa delle presenze e delle reti in nazionale ― Arabia Saudita | Cronologia completa delle presenze e delle reti in nazionale ― Arabia Saudita | Cronologia completa delle presenze e delle reti in nazionale ― Arabia Saudita | Cronologia completa delle presenze e delle reti in nazionale ― Arabia Saudita | Cronologia completa delle presenze e delle reti in nazionale ― Arabia Saudita |
| Data                                                                          | Città                                                                         | In casa                                                                       | Risultato                                                                     | Ospiti                                                                        | Competizione                                                                  | Reti                                                                          | Note                                                                          |
| ----------------------------------------------------------------------------- | ----------------------------------------------------------------------------- | ----------------------------------------------------------------------------- | ----------------------------------------------------------------------------- | ----------------------------------------------------------------------------- | ----------------------------------------------------------------------------- | ----------------------------------------------------------------------------- | ----------------------------------------------------------------------------- |
| 6-1-2023                                                                      | Bassora                                                                       | Yemen                                                                         | 0 – 2                                                                         | Arabia Saudita                                                                | Coppa delle nazioni del Golfo 2023                                            | Sumayhan Al-Nabit Musab Al-Juwayr (rig.)                                      | Cap: R. Sharahili                                                             |
| 9-1-2023                                                                      | Bassora                                                                       | Arabia Saudita                                                                | 0 – 2                                                                         | Iraq                                                                          | Coppa delle nazioni del Golfo 2023                                            | -                                                                             | Cap: R. Sharahili                                                             |
| 12-1-2023                                                                     | Bassora                                                                       | Arabia Saudita                                                                | 1 – 2                                                                         | Oman                                                                          | Coppa delle nazioni del Golfo 2023                                            | Turki Al-Ammar                                                                | Cap: R. Sharahili                                                             |
| Totale                                                                        |                                                                               | Presenze                                                                      | 3                                                                             |                                                                               | Reti                                                                          | 3                                                                             |                                                                               |

## Palmarès

### Allenatore

#### Nazionale
- Coppa d'Asia Under-23: 1

2022
- Coppa dell'Asia Occidentale Under-23: 1

2022